# After Eight

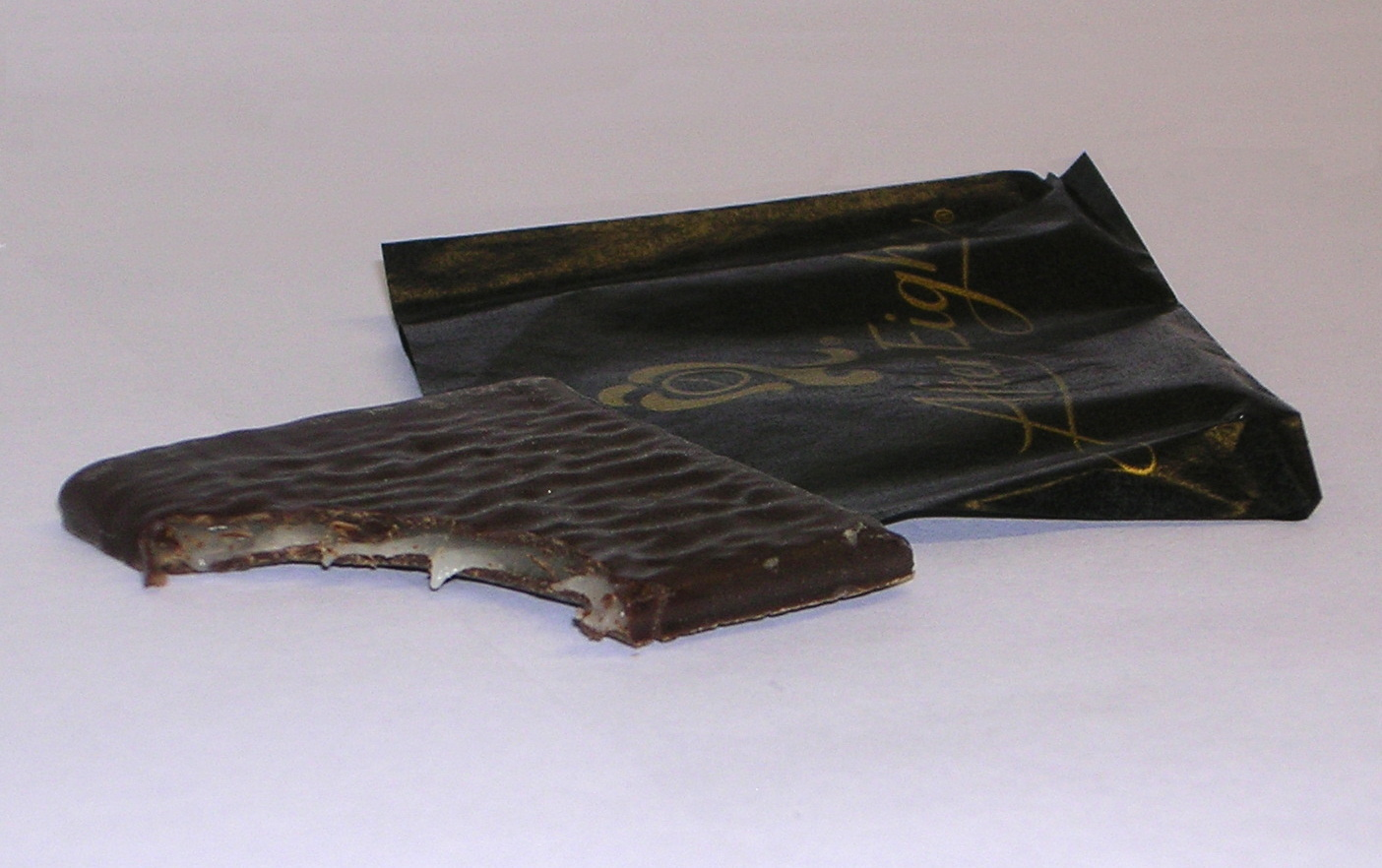
After Eight

After Eight (englisch „nach Acht“) ist ein eingetragenes Warenzeichen von Nestlé. Das ursprüngliche Produkt dieser Marke sind flache, quadratische Täfelchen aus Bitterschokolade, die mit einer Fondantcreme mit Pfefferminz-Geschmack gefüllt sind.

## Geschichte
In England werden nach dem Abendessen oft Pfefferminzpastillen oder -bonbons, sogenannte „After Dinner Mints“, gereicht, um die positiven Wirkungen der Minze auf die Verdauung zu nutzen und um nach dem Essen einen frischen Geschmack im Mund zu erhalten. Dafür wurde 1962 durch das englische Unternehmen Rowntree’s für den englischen Markt After Eight entwickelt. Der Name wurde nach der Zeit gewählt, zu der das Dinner gewöhnlich beendet ist und Pfefferminzbonbons angeboten werden – nach acht Uhr. Mitte der 1960er Jahre erschien das Produkt auch auf dem deutschen Markt. 1988 kaufte Nestlé das Unternehmen Rowntree’s und erwarb damit auch die Rechte an After Eight. Nach der Übernahme wurde die Rezeptur mehrfach geändert. Der Anteil an Bitterschokolade wurde zugunsten des Zuckergehalts verringert. Aktuell liegt er bei durchschnittlich 75 %, je nach Produktvariante.

## Produktvarianten
Von After Eight gibt es neben den klassischen Varianten im 200-g- und 400-g-Format je eine Geschmacksvariante für den Sommer und den Winter. Hinzu kommen After-Eight-Pralinen und -Sticks. Zu Weihnachten und Ostern bietet After Eight verschiedene saisonale Produkte wie Weihnachtsmänner, Adventskalender bzw. Osterhasen und Ostereier an.